# Паштет фуа-гра
«Паште́т фу́а-гра» (англ. Pâté de Foie Gras) — науково-фантастичне оповідання американського письменника Айзека Азімова, вперше опубліковане у вересні 1956 журналом «Astounding Science Fiction». Увійшло до збірки «Детективи Азімова» (1968).
Як і оповідання «Ендохронні властивості ресублімованого тіотімоліна» (1948), дане оповідання є пародією на наукове дослідження.
Воно розповідає про дослідження науковцями Відділу сільського господарства Гуски, що несла золоті яйця, яка була знайдена на фермі в Техасі.

## Сюжет
Невідомий науковець звертається до Азімова і просить опублікувати результати його дослідження. Цей науковець працює у Відділі сільського господарства і випадково натрапив на гуску, що несе золоті яйця.
Гуска була досліджена командою біохіміків і ядерних фізиків, які з'ясували, як ендокринні процеси цієї гуски відрізняються від звичайних гусей. Організм гуски забезпечував себе залізом, споживаючи атмосферний ізотоп кисню-18 і перетворюючи його ядерною реакцією на залізо-56 а потім на золото-197, яке виводилось з організму в яєчну шкаралупу, щоб не допустити отруєння організму.
Також гуска могла перетворювати в золото довільні нестійкі ізотопи, що робило її корисною для боротьби з радіаційним забрудненням.
Яйця цієї гуски не могли дати потомство, оскільки були отруєні золотом. Тому вчені не могли пожертвувати цією гускою, щоб провести розтин.
Вчений просить Азімова опублікувати це дослідження, щоб читачі могли запропонувати свої варіанти продовження досліджень.